# Бура-Мацапура Віра Іванівна
Ві́ра Іва́нівна Бура́-Мацапу́ра (18 вересня 1900, Бучки — 29 січня 1991, Київ) — українська радянська графікеса, поліграфістка, натюрмортистка. Членкиня Асоціації революційного мистецтва України з 1927 року.

## Життєпис
Народилася 5 [18] вересня 1900 року в селі Бучках Стародубського повіту Чернігівської губернії (нині Брянської області Росії). У 1923–1924 роках навчалася в Інституті пластичних мистецтв (майстерня Михайла Бойчука). 1929 року закінчила Київський художній інститут, де її викладачами були Костянтин Єлева, Василь Касіян, Софія Налепинська-Бойчук, Іларіон Плещинський, Антон Середа.
Як поліграфістка працювала в низці видавництв, зокрема у 1930 році в «Культурі», у 1932—1934 роках у «Вукоопспілці», 1936–1939 роках у «Мистецтві». У 1944—1946 роках очолювала офортну майстерню при Київському художньому інституті. У 1957–1960 роках як поліграфістка працювала на «Укррекламфільмі».
Була одружена з мистецтвознавцем Миколою Мацапурою.
Померла в Києві 29 січня 1991 року. Похована в Києві на Міському кладовищі «Берківцях».

## Творчість
Працювала в галузі станкової та книжкової ілюстративної графіки, плаката. Серед робіт:
Станкові
- «Біля хворої» (1924, олівець);
- «В керамічній майстерні» (1924, олівець);
- «Провізор» (1924, гравюра);
- «Натюрморт з глечиком» (1925);
- «Боротьба за „Арсенал“» (1927);
- «В Україні» (1930-ті);
- «Пам'ятник Т. Шевченку на тлі палаючого університету» (1949);

Серії
- «Краєвиди Кавказу» (1937, акварель);
- «Місця, пов'язані з дитинством і творчістю М. Лермонтова» (1940);
- «Пам'ятні місця, пов'язані з Полтавською битвою» (1958);

Плакати
- «Крізь сльози» (1928);
- «До 135-річчя від дня народження Т. Шевченка» (1949);
- «Марко Вовчок. 1834—1907» (1951).

Шевченківська тема
Автор
- твору «Дуб Т. Г. Шевченка в садибі М. О. Максимовича» (туш, перо, акварель, 1938),
- обкладинки до книжки «Шевченко і музика» Миколи Грінченка (Київ, 1941),
- плакатів
  - до 100-річчя перебування Тараса Шевченка в Києві (1946),
  - до відкиття Київського державного музею Тараса Шевченка.

Брала участь у виставках з 1917 року. Персональні виставки відбулися в Києві 1984 і 2000 року.
Роботи зберігаються у Національному художньому музеї України, Національному музеї Тараса Шевченка у Києві, Шевченківському національному заповіднику у Каневі, Музеї Інституту російської літератури «Пушкинский дом» у Санкт-Петербурзі, Літературно-меморіальному будинку-музеї Марко Вовчок у Нальчику, музеї «Будинок Лермонтова» в П'ятигорську.